# Julian Blaustein
Julian Blaustein (* 30. Mai 1913 in New York City; † 20. Juni 1995 in Beverly Hills, Los Angeles) war ein US-amerikanischer Filmproduzent und Drehbuchautor sowie später Professor an der Stanford University.

## Leben und Werk
In seiner Jugend besuchte er die Boston Latin School, um dann nach Harvard University zu gehen. In Harvard machte er seinen Abschluss im Jahr 1933, also während der Zeit der Weltwirtschaftskrise. Nach seinem Abschluss besuchte er für ein Jahr die U.S. Army Air Force Academy in Radolph Field in Texas, ehe er sich dann entschied, nach Hollywood zu gehen.
Von 1934 an war er zunächst bei Universal Pictures tätig; er stieg dort bis zum Leiter des "Story Departments" auf, d. h., er war für das Entwickeln bzw. die Überwachung der Entwicklung von neuen Drehbüchern verantwortlich. 1939 wechselte er in derselben Funktion zunächst zur Talentagentur MCA, von dort wurde er noch im selben Jahr von Paramount Pictures abgeworben. Nach dem Ausbruch des Zweiten Weltkriegs war er an der Produktion von Truppenübungs- und Informationsfilme für das Army Signal Corps beteiligt, er leitete den Teil der Produktion in Astoria (New York) und produzierte während der Kriegszeit über 250 Ausbildungsfilme.
Mit Kriegsende kehrte er nach Los Angeles zurück, arbeitete für David O. Selznick Productions als Editorial Supervisor und war dabei verantwortlich für alle Produktionsaktivitäten. 1949 wechselte er als Produzent zu 20th Century Fox und wurde bald Executive Producer, verantwortlich für alle Produktionen des Studios. In dieser Zeit produzierte er unter anderem Der gebrochene Pfeil nach dem Buch Blood Brother von Elliot Arnold, einen Film, in dem die Ureinwohner Amerikas wesentlich fairer dargestellt wurden als zu dieser Zeit üblich.
Ein weiterer erwähnenswerter Film ist Der Tag, an dem die Erde stillstand, ein Science-Fiction-Film, den er produzierte und bei dem sein Freund Robert Wise Regie führte. Julian Blaustein begriff Science-Fiction-Filme als Parabel und so war Der Tag, an dem die Erde stillstand für ihn eine Parabel über den Kalten Krieg. Der Held des Films, gespielt von Michael Rennie, kommt auf die Erde, um die Menschheit zum friedlichen Zusammenleben aufzufordern und ihnen die Gefahr eines anderen Verhaltens vor Augen zu führen. 1952 produzierte er den Thriller Versuchung auf 809 mit Marilyn Monroe in ihrer ersten ernsten Rolle.
1955 verließ er das Studio und arbeitete von nun an als unabhängiger Produzent. Es entstanden u. a. die Filme Cowboy (1958), Bell, Book and Candle (1958), Die vier apokalyptischen Reiter und Khartoum (1966) in Los Angeles und London. Er arbeitete dabei mit verschiedenen Filmstudios zusammen, darunter MGM, United Artists, Universal und Columbia Pictures.
Im Jahr 1973 wurde er Professor in Stanford. Dort unterrichtete er zunächst "documentary writing and directing", basierend auf seiner Erfahrung mit Übungsfilmen für das US-Militär, später stand er dem Master-Programm für "Screenwriting" vor. Vieler seiner Studenten haben wesentliche Beiträge zur Filmentwicklung geleistet.
Julian Blaustein verstarb am 20. Juni 1995 an einem Krebsleiden.

## Filmografie (Auswahl)
- 1948: Strick am Hals (The Noose Hangs High) (Story)
- 1950: Der gebrochene Pfeil (Broken Arrow)
- 1950: Mister 880
- 1951: Der Tag, an dem die Erde stillstand (The Day the Earth Stood Still)
- 1952: Versuchung auf 809 (Don't Bother to Knock)
- 1952: Die Frau des Banditen (The Outcasts of Poker Flat)
- 1954: Désirée
- 1955: Der Favorit (The Racers)
- 1958: Cowboy
- 1958: Meine Braut ist übersinnlich (Bell Book and Candle)
- 1961: Der Fehltritt (Two Loves)
- 1962: Die vier apokalyptischen Reiter (The Four Horsemen of the Apocalypse)
- 1966: Khartoum
- 1969: 2 durch 3 geht nicht (Three Into Two Won’t Go)